# Matrimonio morganático
Se conoce como matrimonio morganático a la unión realizada entre dos personas de rango social desigual —por ejemplo, entre príncipe y condesa o entre noble y plebeyo—, en el cual se impide que el cónyuge y cualquier hijo de dicha unión herede u obtenga los títulos, privilegios y propiedades del noble. Es un término referido a las convenciones sociales y culturales propias del Antiguo Régimen. Era conocido también como «matrimonio de la mano izquierda» porque en este tipo de matrimonio el novio sostenía la mano derecha de la novia con la suya izquierda, cuando la costumbre era hacerlo al revés.
Este tipo de matrimonio era conocido en el derecho germánico, del que pasó al derecho de muchos pueblos. En ocasiones se le denomina también matrimonio sálico. La Iglesia católica siempre lo consideró como un matrimonio más.
Principalmente, se realiza entre un noble y una plebeya, o viceversa, aunque estos últimos son casos poco comunes, ya que generalmente las mujeres no heredan ni reciben títulos y privilegios. En esta forma de matrimonio cada cónyuge mantiene su estado social original. A los hijos nacidos de este matrimonio se les conoce como hijos morganáticos y, a efectos legales, son considerados hijos legítimos.

## Etimología
El término morganático deriva de la frase del latín tardío matrimonium ad morganaticam, que se refiere al regalo que el novio le daba a la novia en la mañana después de la boda, es decir, la dote. El término latino, aplicado a una costumbre germánica, se adoptó del vocablo en alto alemán antiguo morgangeba (en alemán moderno morgengabe), correspondiente al inglés antiguo morgengifu. El significado literal se explica en un pasaje del siglo XVI citado por Du Cange como "un matrimonio por el cual la esposa y los hijos que puedan nacer no tienen derecho a compartir las posesiones del marido más allá del 'regalo de la mañana' siguiente".

## Casos históricos
- Alfonso de Borbón y Battenberg, heredero del rey Alfonso XIII, renunció a sus derechos sucesorios —por escrito, el 11 de junio de 1933 en Lausana— para poder casarse con Edelmira Sampedro y Robato el 21 de junio de ese mismo año en la iglesia del Sagrado Corazón de Ouchy. Utilizó a partir de entonces el título de conde de Covadonga y, además de no tener descendencia, el matrimonio se divorció cuatro años más tarde —el 8 de mayo de 1937— en La Habana.
- El rey francés Luis XIV se casó con Madame de Maintenon en 1683, después de enviudar. Su hijo y heredero se casó, en segundas nupcias, con su amante Marie-Émilie de Joly de Choin en 1695.
- Roberto I de Normandía. duque normando de Francia que vivía en matrimonio de ley normanda con la hija del sieur de Falaise, con la que tuvo al duque heredero, y después rey inglés Guillermo I de Inglaterra.
- El rey Fernando I de las Dos Sicilias se casó con Lucía Migliaccio, duquesa de Floridia, el 27 de noviembre de 1814
- La reina viuda de Carlos II de España, Mariana de Neoburgo, se casó en su exilio en Bayona con un miembro de su séquito, Jean de Larrétéguy.
- El archiduque Francisco Fernando de Austria y la condesa Sofía Chotek. El asesinato del matrimonio desató la Primera Guerra Mundial.
- El rey de Italia Víctor Manuel II y Rosa Teresa Vercellana Guerrieri. Como curiosidad, era una de sus amantes y con la que tuvo dos hijos.
- Luis de Borbón y Farnesio, hermano del rey Carlos III, se casó con María Teresa de Vallabriga.
- María Cristina de Borbón-Dos Sicilias, viuda de Fernando VII de España, se casó en secreto con el sargento Agustín Fernando Muñoz y Sánchez, militar y posterior duque de Riánsares.
- Francisco de Paula de Borbón se casó con Teresa Arredondo en 1852. Su hijo Ricardo no tenía más apellido que el de la madre.
- El Gran Duque Miguel Románov (hermano del zar Nicolás II de Rusia) se casó con Natalia Sheremétievskaya en  Viena, en la iglesia serbia de San Sawa, el 16 de octubre de 1912.[4]
- Leopoldo II de Bélgica se casó con Blanche Delacroix, de 17 años e hija de un funcionario, en 1908.[5]
- Eduardo VIII del Reino Unido, quien abdicó al trono para casarse con Wallis Simpson tras poco menos de un año de reinado.

## En España
En el caso de España, el rey Carlos III promulgó en 1776 una Pragmática sobre bodas desiguales. La ocasión fue el matrimonio desigual contraído por su hermano, el infante Luis Antonio de Borbón, que había presentado al Papa su dimisión como cardenal de la Santa Iglesia Romana y pedido su secularización para casarse con una aristócrata aragonesa, doña Teresa de Vallabriga. Los descendientes de esta pareja fueron apartados del orden sucesorio en aplicación de los preceptos de la disposición legal mencionada. Esta pragmática no introdujo una nueva práctica matrimonial en el seno de la Casa Real Española; simplemente, consagró la tradición observada por todos los monarcas y sus hijos desde la época de los Reyes Católicos: la de casarse con personas de casa soberana. El matrimonio del Infante Luis Antonio introdujo una novedad contrastante con dicha tradición, por lo que Carlos III quiso aclarar que se trataba de un hecho anormal y no admisible en la familia real española.
Como queda dicho, un potencial heredero de la Corona no podría casarse con alguna persona que no perteneciese a una casa soberana, ni siquiera con un grande de España.
El antiguo y prestigioso Almanaque de Gotha traía el elenco de todos los príncipes y familias de la realeza y la gran nobleza europeas. Estaba dividido en tres partes: 
- Las casas soberanas de Europa o de origen europeo (como la imperial del Brasil);
- Los señores mediatizados de Alemania;
- Otras casas de la más alta aristocracia.

A efectos de establecer qué matrimonios eran entre iguales, los señores mediatizados de Alemania eran equiparados en España a los miembros de las casas soberanas; no así los individuos incluidos en la tercera parte.
Desde la constitución de 1978 en España ya no hay requisitos de nacimiento para los consortes de los miembros de la familia real. Así, tanto las infantas Elena y Cristina como el entonces príncipe Felipe se casaron con españoles que no pertenecían a ninguna casa real, y Letizia Ortiz se acabó convirtiendo en la primera reina de España no procedente de una casa real.